# Tokoh II
Tokoh II ook Tokoh Dua is een plaats (gampong) en bestuurslaag op het 4de niveau (kelurahan/desa). Het ligt in het onderdistrict (kecamatan) Lembah Sabil in het regentschap Zuidwest-Atjeh (Aceh Barat Daya) van de provincie Atjeh, Indonesië. Tokoh II telt 453 inwoners (volkstelling 2010).